# Arroyo Solís Grande
El Arroyo Solís Grande es un río ubicado en la República Oriental del Uruguay, que nace en el departamento de Lavalleja aproximadamente en el km 106,5 de la ruta nacional número 8, paraje conocido como "Curva de la muerte", y sirve de límite entre este y el departamento de Canelones, hasta la confluencia con el arroyo Sauce, y luego con el departamento de Maldonado para, finalmente, desembocar en el Río de la Plata. Su longitud supera los 30 km.
Contrario a lo que popularmente se cree, no se le se denomina Solís por el explorador español Juan Díaz de Solís, sino por un faenero de apellido Solís cuyas tierras se hallaban entre dos ríos, hoy conocidos como Arroyo Solís Grande y Arroyo Solís Chico.
En sus proximidades tuvo lugar, durante la Guerra Grande, un combate en que las fuerzas de Fructuoso Rivera vencieron a una división del general Oribe, el 18 de junio de 1843.